# Conophytum acutum
Conophytum acutum är en isörtsväxtart som beskrevs av L. Bol.. Conophytum acutum ingår i släktet Conophytum, och familjen isörtsväxter. Inga underarter finns listade i Catalogue of Life.